# Comté de Mundubbera
Le comté de Mundubbera est une zone d'administration locale du sud-est du Queensland en Australie.
Le comté comprend la seule ville de Mundubbera.